# Viet Tri
Viet Tri (på vietnamesiska Việt Trì) är en stad i norra Vietnam. Den är huvudstad i provinsen Phu Tho. Folkmängden uppgick till 184 685 invånare vid folkräkningen 2009, varav 99 147 invånare bodde i själva centralorten.